# Federació Internacional de Societats Màgiques

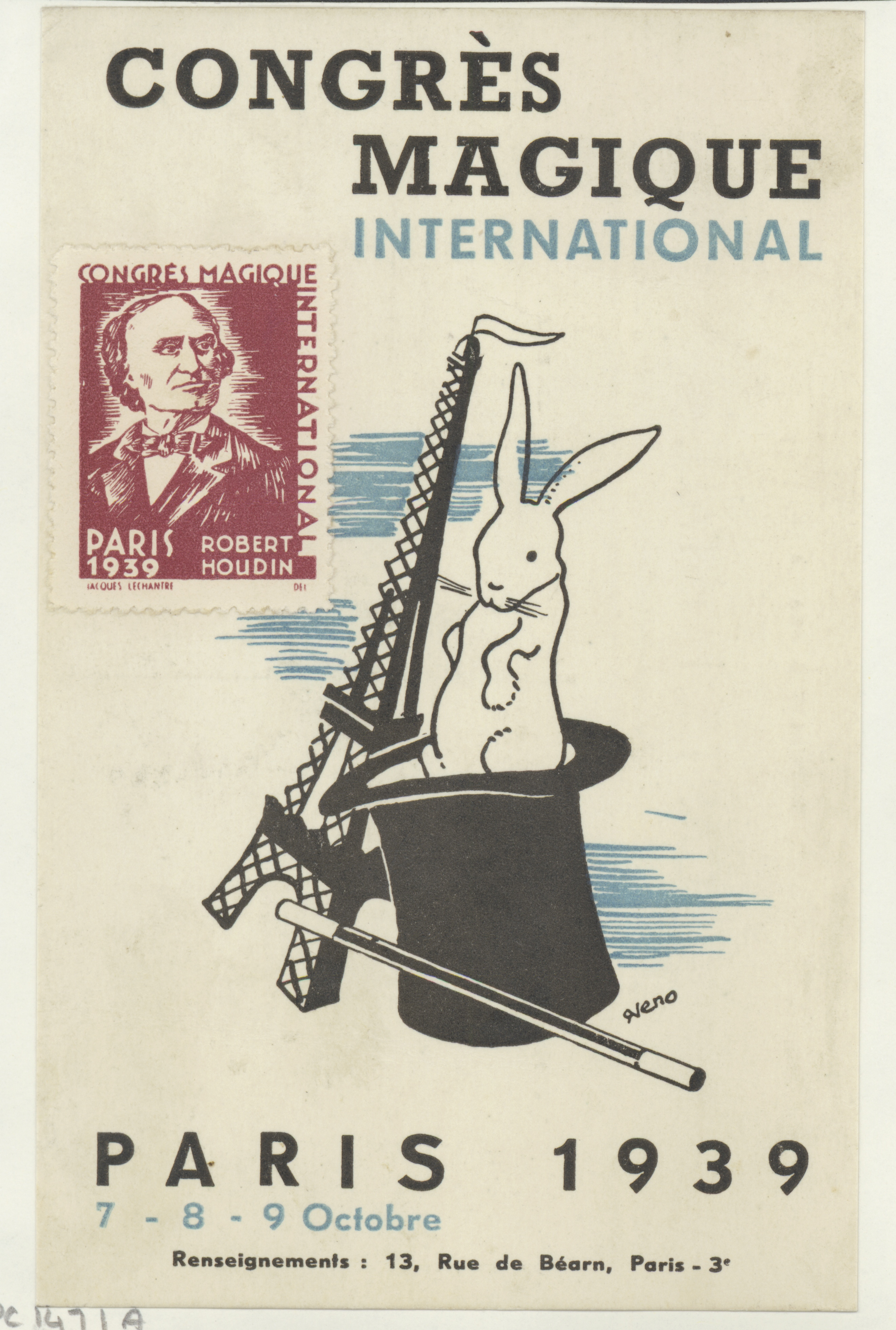
Postal anunciant un congrés de mags a París l'any 1939.

La Fédération Internationale des Societés Magiques (FISM) (Federació Internacional de les Societats Màgiques) va ser fundada el 1948 i és una de les organitzacions més respectades en la indústria dels mags. És un grup internacional que coordina dotzenes de grups nacionals, internacionals i federacions al voltant del món, representant aproximadament 50.000 mags de 32 països. L'organització ofereix una conferència anomenada "FISM" cada tres anys, on els mags competeixen per categories. L'últim FISM ha tingut lloc el 2015 a Rímini, Itàlia.

## Història
Les arrels del FISM comencen a París, França, el 1937, en una reunió dels 34 anys de l'ASAP, Association Syndicale des Artistes Prestigitaeurs (Associació d'artistes prestidigitadors), que editava una revista mensual Le Journal de la Prestidigitation. El vicepresident del grup, Dr. Jules Dhotel, volia que l'ASAP organitzés una convenció internacional a París el 1939, i després continuar amb la convenció en un país diferent cada any. Els plans van tirar endavant, però quan els nazis van envair Polònia el setembre de 1939, la convenció va quedar anul·lada. Després de la II Guerra Mundial, el projecte va continuar. El 1946 en un hotel a Amsterdam, Països Baixos, es va celebrar un congrés internacional de màgia, amb prop de 300 participants d'arreu d'Europa. Hi havia conferències, exposicions de llibres antics i aparells, visites a Amsterdam, una demostració pública, i una competició en la qual van participar 20 mags. No hi havia cap categoria, només un conjunt de premis. El primer premi el va guanyar un jove mag francès Jean Valton, per una rutina excepcional de manipulació i malabars amb cartes; el segon premi el va aconseguir l'escocès John Ramsay, i el tercer premi el va aconseguir el duet professional "De Flezkis", que combinava màgia i dansa.
El Congrés Màgic Internacional de 1947 va tenir 500 congressistes de 18 països, i 70 participants en la competició. Les trobades en aquesta convenció van servir per discutir la creació d'una organització internacional formal, i va ser allà on es va proposar el nom de FISM. Mentre es resolien els detalls, les convencións del congrés continuaven anualment.

## Objectius
L'objectiu principal del FISM és crear una veu centralitzada per al món màgic, i ajudar a desenvolupar, elevar, i promoure l'art de la màgia. Coordina activitats de les societats membres, fomenta la comunicació entre elles, així com l'intercanvi de serveis. Té una identitat corporativa i un equip de professionals. També lluita contra la còpia i l'emissió inadequada d'invencions o rutines màgiques.

## Convenció
La FISM és coneguda per organitzar una de les millors convencions màgiques al món, el Campionat Mundial de Màgia que organitza cada tres anys. La convenció del 2006, va tenir lloc a Estocolm, Suècia. El primer premi de màgia de prop el va guanyar Rick Merrill dels Estats Units, i el premi a màgia d'escena el va aconseguir Pilou, de França.